# Gerhardt Schäfer
Gerhardt Schäfer ( 1907 - 1998 ) fue un bioquímico, y botánico alemán, especialista en cactus. Realizó más de 60 artículos, quizás su más relevante "Die Gattung Notocactus (El Género Notocactus"

## Otras publicaciones
- 1933. Beiträge zur Kenntnis der Ernährung der Hefe beim Lufthefeverfahren. Ed. Risse-Verlag, 47 pp.
- La abreviatura «G.Schäf.» se emplea para indicar a Gerhardt Schäfer como autoridad en la descripción y clasificación científica de los vegetales.[2]